# 연세대학교 농구부
연세대학교 농구부는 대한민국의 대학교인 연세대학교에서 운영하는 농구팀으로 연세대학교의 운동부 중 하나이다. 고려대학교 농구부와 함께 1990년대 대한민국 농구의 인기를 이끌었다.

## 우승
- 농구대잔치 : 1993-94, 1996-97, 1997-98, 2002-03, 2003, 2004

## 선수단

### 현재 주요 선수
- 이정현 (체육교육학과 18)
- 신승민 (체육교육학과 18)
- 양준석 (체육교육학과 20)
- 유기상 (체육교육학과 20)
- 이원석 (체육교육학과 20)

### 과거 주요 선수
- 신동파 (65학번)
- 박수교 (74학번)
- 신선우 (74학번)
- 최희암 (74학번)
- 김현준 (79학번)
- 유재학 (82학번)
- 유도훈 (86학번)
- 이상범 (88학번)
- 정재근 (88학번)
- 오성식 (89학번)
- 문경은 (90학번)
- 김재훈 (91학번)
- 이상민 (91학번)
- 우지원 (92학번)
- 김훈 (92학번)
- 석주일 (92학번)
- 서장훈 (93학번)
- 김택훈 (94학번)
- 조상현 (95학번)
- 조동현 (95학번)
- 황성인 (95학번)
- 은희석 (96학번)
- 방성윤 (01학번)
- 김태술 (03학번)
- 양희종 (03학번)
- 하승진 (04학번)
- 송수인 김용우 박성훈 (05학번)
- 이정현 박형철 (06학번)

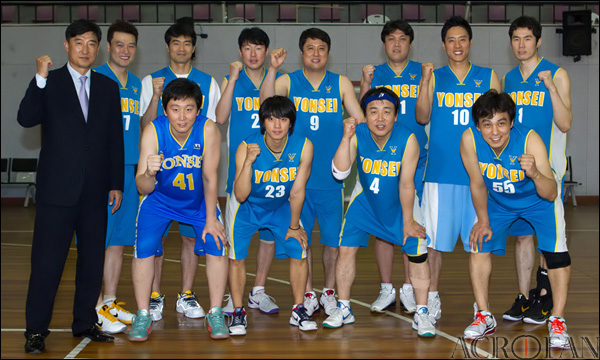
연세대학교 농구부 출신 선수들

- 이동준 이관희 김현호 권용웅 민성주 (07학번)
- 장민국 정준원 김승원 (08학번)
- 김지완 박경상 김민욱 (09학번)
- 전준범 (10학번)
- 김준일 김기윤 주지훈 (11학번)
- 허웅 최승욱 정성호 (12학번)
- 최준용 박인태 천기범 (13학번)
- 허훈 안영준 김진용 (14학번)
- 김훈 천재민 김한솔 (15학번)
- 김경원 양재혁 김무성 (16학번)
- 박지원 한승희 전형준 (17학번)
- 이정현 신승민 양재민 김한영 (18학번)
- 신동혁 박선웅 박준형 (19학번)
- 양준석 유기상 이원석 김건우 (20학번)
- 김동현 김도완 최형찬 강재민 (21학번)
- 김보배 이규태 이민서 안성우 신동빈 (22학번)

## 같이 보기
- 연고전
- 연세대학교 축구부